# Tiago Jorge Honório
Tiago Jorge Honório (Americana, 4 december 1977), ook wel kortweg Tiago genoemd, is een Braziliaans voetballer.